# Ping of death
Ping of death – sposób ataku na serwer internetowy za pomocą wysłania zapytania ping (ICMP Echo Request) w pakiecie IP o rozmiarze większym niż 65 535 bajtów (czyli 216 − 1).

## Atak
Większość implementacji programu ping nie pozwala na wysłanie takiego pakietu. Jednym z wyjątków jest oprogramowanie dołączone do Windows 95 lub Windows NT. Sposób ataku jest bardzo prosty:
```
ping <adres ip> -l 65510 
```

Do liczby 65510 dodany zostanie nagłowek IP (20) i zapytanie ICMP Echo Request (8).
Może to spowodować awarię atakowanego systemu lub zawieszenie działającej na nim aplikacji.

## Ochrona
Na ten rodzaj ataku narażone były starsze systemy, takie jak Microsoft Windows 3.11, 95, NT oraz Novell NetWare w wersji 3.x. Producenci publikowali odpowiednie łaty zapobiegające problemom z przetwarzaniem tak dużych pakietów. Obecnie tworzone systemy są odporne na ten rodzaj ataku.